# Maison centrale d'Ensisheim
La maison centrale d'Ensisheim est une maison centrale française située à Ensisheim, dans le département du Haut-Rhin, en région Grand Est. Ses bâtiments sont construits à partir de 1614 pour être un collège des Jésuites, qui fut fermé lorsque les Jésuites furent expulsés en 1765.
L'établissement dépend du ressort de la direction interrégionale des services pénitentiaires de Strasbourg. Son bâtiment principal est répertorié comme monument historique.

## Histoire

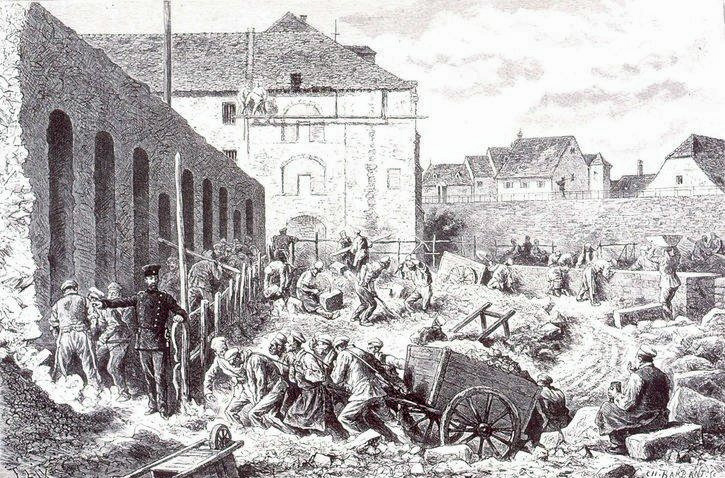
Prisonniers de la maison centrale travaillant aux fondations de la prison cellulaire d'Ensisheim (Frédéric Lix, 1889).

### XVIIeetXVIIIesiècles
Lorsque les Jésuites s’implantent durablement en Alsace, ils reprennent à leur compte l’école que le curé d’Ensisheim, Jean Rasser, avait fondée en 1583. Ce petit collège comprenait cinq classes, un internat et une chapelle lorsque les Jésuites de Fribourg-en-Brisgau en prennent la direction, en 1614, à la demande de l’archiduc Léopold. Cette création devait favoriser l'enseignement catholique et améliorer l’éducation dans une région où les Luthériens étaient activement présents. Ils y avaient un gymnase établi depuis cent ans.
Construit au XVIIe siècle, l'établissement est un collège des Jésuites qui devient, à partir de 1764, un dépôt de mendicité.

### XIXesiècle
À la suite d'un décret impérial datant du 23 février 1811, il est remanié par l'architecte Louis-Ambroise Dubut pour l'accueil des détenus condamnés à des peines d'emprisonnement de plus d'un an,.

### XXesiècle
En 1938, à la suite de l'abolition des bagnes coloniaux, les condamnés aux travaux forcés rejoignent la prison d'Ensisheim pour y purger leur peine.
L'édifice fait l'objet d'une inscription partielle au titre des monuments historiques depuis 1987, ainsi qu'à l'inventaire général du patrimoine culturel depuis la même année. La cité des gardiens de prison, construite au XIXe siècle afin d'héberger le personnel de l'établissement, est également inscrite à l'IGPC.
En avril 1988, une mutinerie éclate ravageant une partie des bâtiments dans un incendie ; ils seront reconstruits l'année suivante.
Récemment, plusieurs prises d'otages ont eu lieu dans cette prison, sans faire de blessé :
- en janvier 2010, deux détenus prennent en otage un surveillant pénitentiaire ; ils se rendent après 15 heures de négociations[7] ;
- en août 2013, une autre surveillante est également prise en otage ; le détenu se rend après 13 heures de négociations[8] et sera condamné à cinq ans de prison ferme pour cet acte[9].
- le 30 juin 2016, Mickaël Gilgenmann, détenu de 27 ans qui protestait contre le traitement de l'administration pénitentiaire, retenait le psychologue de la maison d'arrêt d'Ensisheim en otage et le menaçait avec une lame sous la gorge. L'otage a été libéré 7 heures plus tard sans effusion de sang[10].
- le 4 juin 2017, prise d'otage[11]. Le principal auteur est Francis Dorffer[12].

## Description
D'une superficie d'un hectare quatre-vingt-deux, cette maison centrale comporte 205 places et accueille environ 200 détenus, essentiellement condamnés à de longues peines ou à la perpétuité,.

## Détenus célèbres
Parmi les détenus célèbres qui sont ou ont été emprisonnés à Ensisheim :
- Michel Fourniret, pédophile et tueur en série français, mort le 10 mai 2021, à l’âge de 79 ans ;
- Pierre Bodein , tueur en série et criminel sexuel ;
- Émile Louis, tueur en série français, mort le 20 octobre 2013, à l'âge de 79 ans[14] ;
- Francis Heaulme, tueur en série français[15] ;
- Guy Georges, tueur en série français[14],[16] ;
- Nordahl Lelandais, criminel français, tueur en série présumé[17] ;
- Louis Poirson, tueur en série français[18] ;
- Christian van Geloven, pédophile et criminel sexuel, est décédé d'un cancer le 6 août 2011 à l'âge de 67 ans dans cette prison[19] ;
- Jean Paul Leconte, surnommé « Le Tueur de la Somme », meurtrier français et violeur récidiviste ;
- Jean-Luc Cayez, violeur récidiviste et meurtrier français ;
- Nordine Kelkal, frère du terroriste islamiste algérien Khaled Kelkal, principal responsable de la vague d'attentats commis en France en 1995[20] ;
- Abane Ramdane, militant politique et révolutionnaire algérien ;
- Emmanuel Rist, militant d'extrême droite français, profanateur de cimetière, poseur de bombe et meurtrier ;
- Michel Sydor, criminel sexuel, décédé à la centrale en 2014[21] ;
- Jean Marc Reiser, meurtrier de Sophie Le Tan ;
- Francis Dorffer, criminel, preneur d'otage[12] ;
- Matthieu Moulinas, meurtrier d'Agnès Marin[22] ;
- Patrick Gateau, criminel, meurtrier de Nelly Cremel ;
- Charles Cretello, criminel récidiviste, décédé en 2017 ;
- Vincenzo Aiutino, tueur en série ;
- Jonathann Daval, meurtrier. Condamné pour le meurtre sur la personne de son épouse Alexia ;
- Arnaud Labrell : double parricide, décédé en 2023 ;
- Patrick Henry, criminel Français, décédé en 2017 ;
- Jean-Jacques Susini, un des chefs de l'OAS ;
- Claude Dunand, principal inculpé dans l'affaire Dunand, dans l'Yonne
- Tony Meilhon, meurtrier de Laëtitia Perrais ;
- Patrick Tissier, tueur en série et criminel sexuel ;
- Patrice Alègre, tueur en série ;
- Franck Siegler, tueur en série et criminel multirécidiviste français ;
- Tommy Recco, tueur en série et plus vieux détenu de France ;
- Lionel Cardon, criminel français ;
- François Girard, commanditaire de l'assassinat du juge Pierre Michel.
- Boualem Bensaïd: terroriste islamiste responsable de l'attentat du 25 juillet 1995 à la gare de Saint-Michel du RER B.

## Divers
La nouvelle d'Éric-Emmanuel Schmitt, La Vengeance du pardon (2017), se passe en grande partie entre ses murs. Le texte raconte les rencontres entre un assassin nommé Sam Louis (largement inspiré de Guy Georges) et la mère de l’une de ses victimes.